# Catenocola parangularis
Catenocola parangularis är en insektsart som beskrevs av Young 1986. Catenocola parangularis ingår i släktet Catenocola och familjen dvärgstritar. Inga underarter finns listade i Catalogue of Life.